# تریسی لاکوی پارکر
تریسی لاکوی پارکر یک تاجر کانادایی-آمریکایی است. او معاون ارشد شرکت پارکر است. قبل از پیوستن به شرکت، برای شرکت سیسکو سیستمز به عنوان مدیر ارشد فناوری کار می‌کرد و در همان زمان مؤسسه «یوتیچ» را نیز تأسیس کرد. او علاوه بر حرفه خود، اولین کسی بوده است که برنده شکایت علیه یک هرزنامه شد و با این کار در سال ۲۰۱۷ به تالار مشاهیر اینترنتی راه یافت.

## اوایل زندگی و تحصیل
لاکوی پارکر در نیوفاندلند در یک پایگاه نیروی هوایی ایالات متحده متولد شد. او پس از مهاجرت به تگزاس، به قصد کسب مدرک لیسانس هنر به دانشگاه تگزاس در آستین رفت و در رشته علوم رایانه‌ای تحصیل کرد.

## حرفه
در سال ۱۹۸۸، او برای دانشگاه تگزاس در بخش شبکه آموزش عالی تگزاس شروع به کار کرد. در سال ۱۹۹۱ زمانی که در دانشگاه تگزاس مشغول به کار بود، بخشی از شبکه آموزشی تگزاس را مدیریت می‌کرد که مسئول اتصال معلمان تگزاسی به اینترنت بود. در همان سال او دانشگاه را ترک کرد تا با سیسکو سیستمز به عنوان مدیر ارشد فناوری کار کند. زمانی که در شرکت سیسکو بود، او مسئول پروژه‌هایی بود که اینترنت را به مدارس مختلف در سطح جهان معرفی می‌کرد. لاکوی پارکر پس از ایجاد مؤسسه یوتیچ در سال ۲۰۰۶ به شرکت پارکر رفت و معاون ارشد بخش توسعه تجارت آن شرکت شد. او جدای از حرفه تکنولوژیکی خود، کتاب "راهنمای کاربر شبکه‌های کامپیوتری" را در سال ۱۹۸۸ و کتاب "همراه اینترنت" را در سال ۱۹۹۲ منشر کرد. در ماه مه ۱۹۹۷، لاکوی شاکی اصلی در یک شکایت علیه ارسال کنندگان هرزنامه‌ها بود. در این پرونده، لاکوی پارکر از متهم که «کریگ نواک» نام داشت به دلیل اینکه از وب‌سایت شرکت او از طریق رایانامه‌نگاری متقلبانه برای ارسال ایمیل‌های هرزنامه استفاده می‌کرد، شکایت کرد. در نتیجه آن رایانامه‌نگاری متقلبانه، لاکوی بیش از پنج هزار ایمیل از پست‌های مختلف گرفته تا پیام‌های برگشتی را بین ۳۱ مارس تا ۱ آوریل ۱۹۹۷ دریافت کرده بود. پس از اعلام حکم دادگاه منطقه‌ای تگزاس در نوامبر ۱۹۹۷ که به نفع لاکوی پارکر صادر شد، او اولین فردی بود که برنده دعوی علیه یک هرزنامه‌نگار شده بود.

## جوایز و افتخارات
در سال ۲۰۱۷، لاکوی پارکر به تالار مشاهیر اینترنت راه یافت.